# B28
B28 – amerykańska bomba termojądrowa skonstruowana w pierwszej połowie lat 50. XX wieku.

## Historia
Na początku lat 50. XX wieku w USA rozpoczęto prace nad nową termojądrową bombą lotniczą. Dzięki zastosowaniu ładunku jądrowego o regulowanej mocy wybuchu nowej bomby można było używać jako broni taktycznej lub strategicznej. Ładunek bojowy bomby oznaczonej początkowo jako Mk 28 stanowiła głowica bojowa W28 (stosowana także jako głowica pocisku ziemia-ziemia TM-76 Mace i rakiety powietrze-ziemia GAM-77 Hound Dog.
Produkcję nowej bomby rozpoczęto w 1957 roku. W 1968 roku oznaczenie bomby zmieniono na B28. Produkowano wersje:
- B28EX – przeznaczona do przenoszenia na podwieszeniach zewnętrznych, swobodnie opadająca, bez spadochronu hamującego
- B28RE – przeznaczona do przenoszenia na podwieszeniach zewnętrznych, swobodnie opadająca, ze spadochronem hamującym
- B28IN – przeznaczona do przenoszenia w komorze bombowej, swobodnie opadająca, bez spadochronu hamującego
- B28RI – przeznaczona do przenoszenia w komorze bombowej, swobodnie opadająca, ze spadochronem hamującym
- B28FI – przeznaczona do przenoszenia w komorze bombowej, swobodnie opadająca, ze spadochronem hamującym, przystosowana do zrzutów z wysokości 90 – 180 m.

Bomby wszystkich wersji mogły być wyposażone w ładunki termojądrowe W28 o mocy  1,1 MT (Mod 1), 350 kT (Mod 2), 70 kT (Mod 3), lub 1.45 MT (Mod 5).
Poza wersją B28FI przenoszoną wyłącznie przez bombowce B-52, bomby B28 mogły być przenoszone przez wszystkie samoloty lotnictwa taktycznego US Air Force i US Navy (A-4, A-6, A-7, F-4, F-100, F-104).
W 1970 roku po wyprodukowaniu ok. 1200 egz. produkcję bomby B28 zakończono.

## Dane taktyczno-techniczne
| Wzór                  | B28EX        | B28RE   | B28FI   |
| Długość               | 4320 mm      | 4200 mm | 3680 mm |
| Średnica              | 508 mm       | 508 mm  | 508 mm  |
| Masa                  | 919 – 925 kg | 984 kg  | 1061 kg |
| Rozpiętość usterzenia | 800 mm       | 560 mm  | 800 mm  |